# Fiddletown
Fiddletown es un lugar designado por el censo ubicado en el condado de Amador en el estado estadounidense de California. En el año 2010 tenía una población de 235 habitantes.

## Geografía
Fiddletown se encuentra ubicado en las coordenadas 38°30′13″N 120°45′23″O / 38.50361, -120.75639.